# Marc Ferrez (escultor)

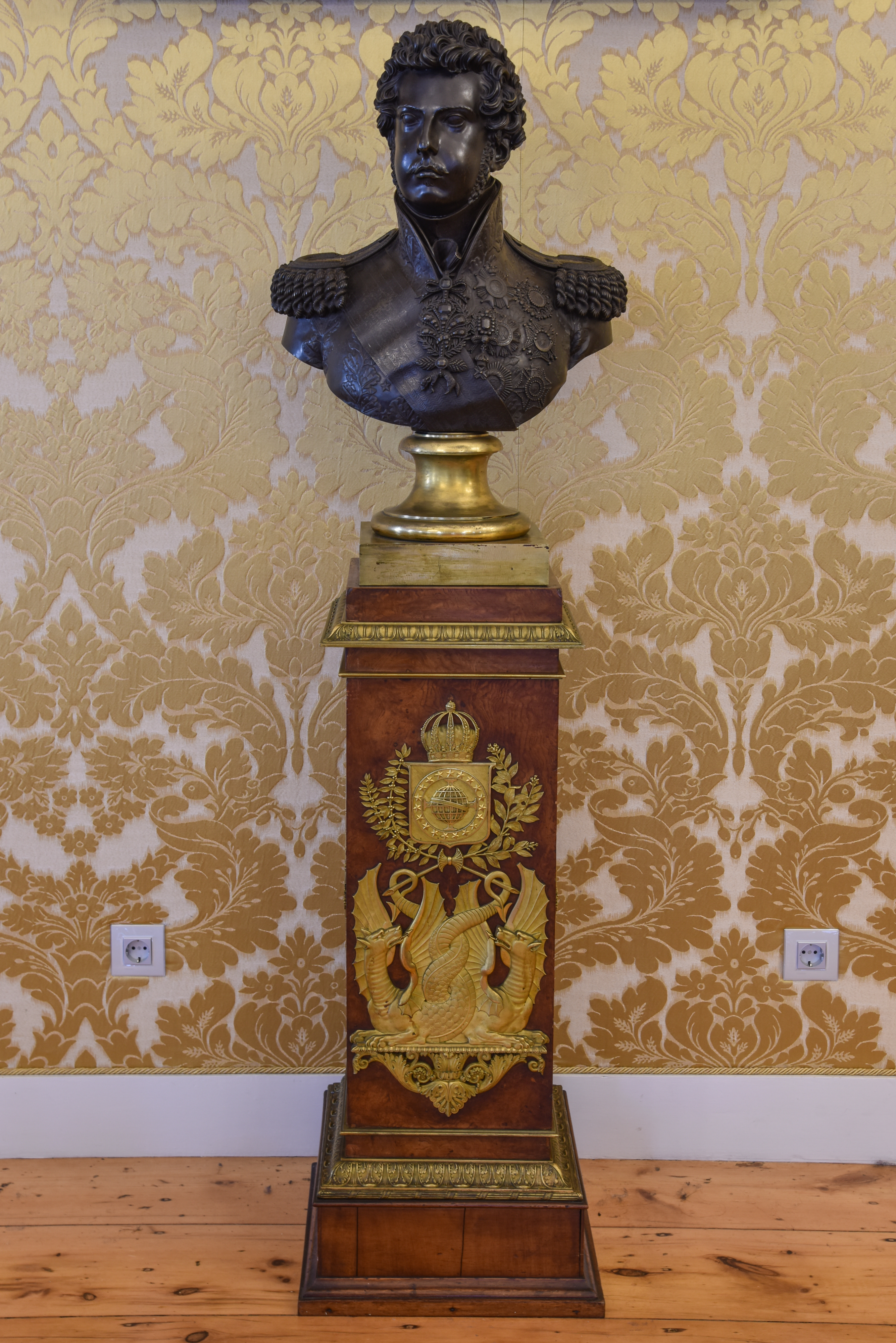
Busto em bronze do imperador Pedro I do Brasil (executado em 1826), a mais conhecida obra de Marc Ferrez, patente nos Paços do Concelho de Angra do Heroísmo.

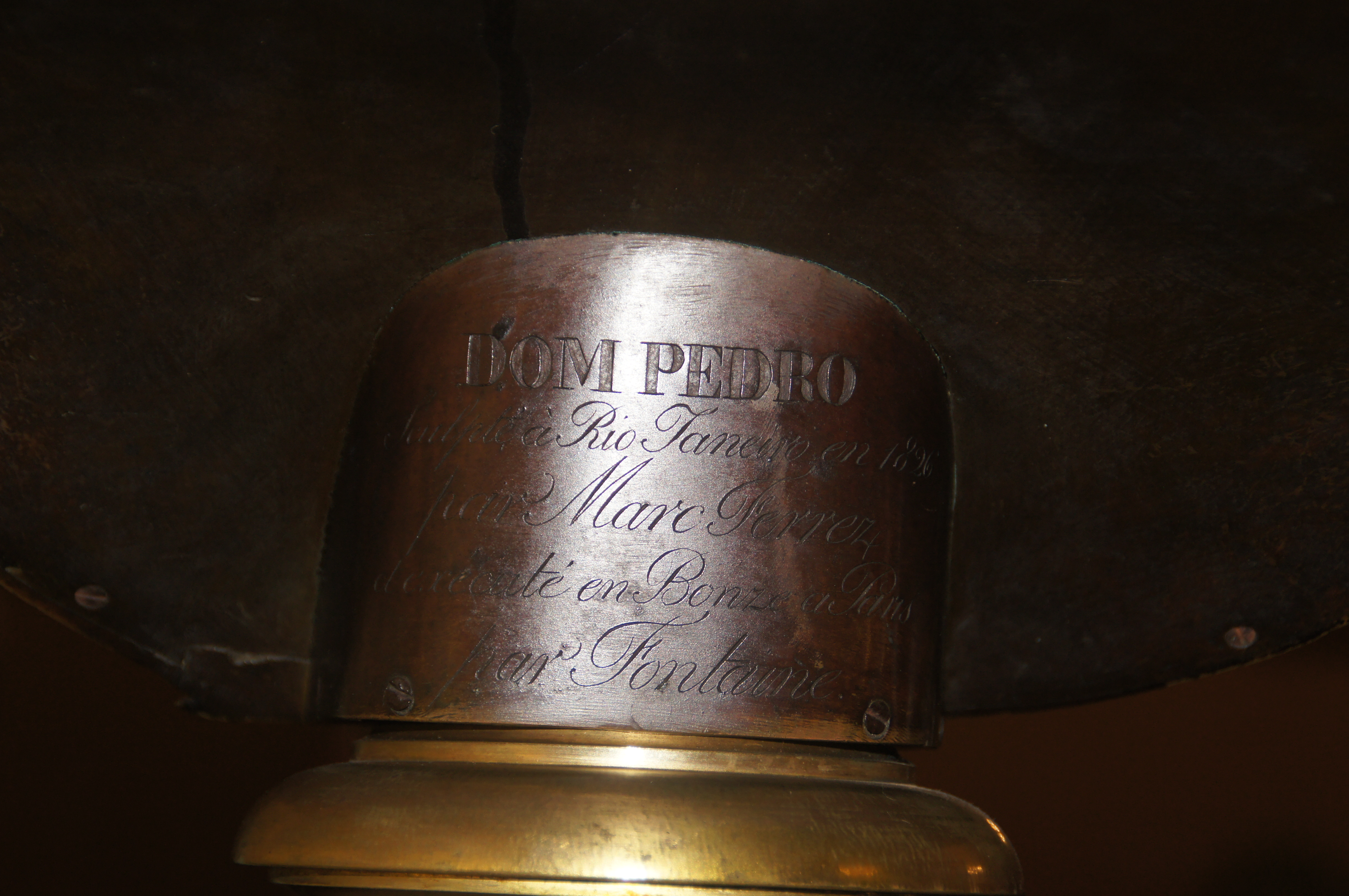
Identificação do busto de Pedro I, com indicação do autor (Marc Ferrez, 1826) e da fundição (Fontaine, Paris).

Marc Ferrez (Saint-Laurent, França, 14 de outubro de 1788 — Rio de Janeiro, Brasil, 1 de abril de 1850) foi um escultor, gravurista e professor franco-brasileiro. Integrante da Missão Artística Francesa, desenvolveu a maior parte da sua carreira artística na cidade do Rio de Janeiro.

## Biografia
Marc Ferrez nasceu em 14 de outubro de 1788 em Saint-Laurent, em Saint-Claude (Jura), França, o mais velho de três irmãos, sendo os outros Auguste Ferrez, nascido em 1795, e Zéphyrin Ferrez, nascido em 1797. O seu pai era carpinteiro e a mãe era costureira.
Ingressou em 1809 na École des Beaux-Arts, em Paris, onde se formou em escultura e gravura, sendo aluno do escultor Philippe-Laurent Roland (1746-1816) e do gravador Pierre-Nicolas Beauvallet (1750–1818). Com seu irmão Zéphyrin Ferrez (1797-1851), também escultor e gravador formado na École des Beaux-Arts, residiu um semestre na cidade de Nova York em 1816-1817.
Após aquela breve passagem por Nova Iorque, em 1817 chegou ao Rio, acompanhado pelo seu irmão Zéphyrin Ferrez, e juntou-se à Missão Artística Francesa organizada por Joachim Lebreton.
Joachim Lebreton trouxera um grupo de artistas para o Brasil, que chegara ao Rio de Janeiro em 25 de março de 1816. Entre eles estavam o pintor Jean-Baptiste Debret (1768-1848), o escultor Auguste Marie Taunay (1768-1824) e sua irmão, o pintor Nicolas Antoine Taunay (1755-1830), o gravador Charles-Simon Pradier (1786-1847) e o arquiteto Auguste-Henri-Victor Grandjean de Montigny (1776-1850). Este grupo deveria formar o núcleo de uma academia real de arte no Brasil.
Juntando-se ao grupo, os irmão Ferrez participaram nos preparativos para a chegada da princesa Maria Leopoldina da Áustria (1797-1826) e do seu casamento com o imperador Pedro I do Brasil (1798–1834). Nestes trabalhos, os irmãos Ferrez trabalharam em colaboração com Auguste-Marie Taunay, Debret e Grandjean de Montigny nas decorações dos monumentos erguidos por essa ocasião e na ornamentação da cidade. Por essa ocasião, os irmãos Ferrez também realizaram trabalhos de decoração para as bodas imperiais.
Em 1820 foi nomeado professor pensionista substituto na Academia Imperial de Belas Artes. Após o falecimento de Auguste-Marie Taunay, ocorrido em 1824, Marc Ferrez foi nomeado professor adjunto de escultura naquela Academia. Com o falecimento de Joaquim Alão, em 1837, sucedeu-lhe no cargo, sendo nomeado professor catedrático de escultura da Academia Imperial. Em 1842 fez a decoração escultórica dos aposentos de Dona Teresa Cristina na fragata Constituição, navio que a traria para o Brasil.
Marc Ferrez faleceu no Rio de Janeiro a 1 de abril de 1850, com 61 anos de idade.
Francisco Manuel Chaves Pinheiro (1822–1884) foi um dos seus melhores alunos e continuador do seu trabalho.
O seu sobrinho, filho de Zéphyrin Ferrez, também chamado Marc Ferrez, seria um famoso fotógrafo brasileiro.

## Obra
Ao longo da sua carreira artística, Marc Ferrez fez cópias de antiguidades, decorações monumentais e bustos clássicos. As suas cópias de estátuas e de baixos-relevos de gesso não eram excepcionais, mas foram habilmente executadas, em geral a partir de modelos gregos clássicos. A maior parte de sua obra monumental em terracota foi destruída, quebrada ao ser movida de um lugar para outro, sendo na atualidade mais conhecido pelos seus bustos altamente realistas e tecnicamente excelentes. Devido à ausência de mármore e ao alto preço do bronze no Brasil, foi forçado a fazer quase todos os seus retratos em gesso, que pintou para dar a ilusão de metal. O único bronze que se lhe conhece é um busto do imperador Pedro I, realizado em 1826.
Entre os seus trabalhos conhecidos estão as seguintes obras:
- Um berço de madeira esculpida, sustentado por duas esfinges e decorada com guirlandas de flores, criado em colaboração com o seu irmão Zéphyrin, oferecido em 1818 ao imperador D. Pedro I aquando do nascimento da princesa D. Maria da Glória (futura rainha D. Maria II de Portugal;
- Estátuas de Apollo e Minerva para a fachada da Academia Imperial de Belas Artes;
- Busto em bronze do imperador Pedro I do Brasil (1826), com 55x50x178 cm, fundido em bronze pela técnica de cera perdida nas oficinas de Fontaine de Paris, patente no salão nobre dos Paços do Concelho de Angra do Heroísmo (Açores);
- Busto de uma senhora do primeiro reinado (1829);
- Busto de Martim Francisco Ribeiro de Andrada (1829);
- Busto de José Bonifácio de Andrada (1839).